# 拉比雅·巴斯禮
拉比雅·巴斯禮(阿拉伯语：رابعة العدوية القيسية) (714/717/718 — 801 CE) 是一名蘇非派女聖人、詩人。

## 出生
她據信於西元 714 至 718 年之間生於巴士拉，並無留下任何關於自己生平的文字。

## 生平
根據另一蘇非派聖人内沙布尔的阿塔所記載，拉比雅自幼家貧。在她父親死後，巴士拉遭遇飢荒，拉比雅和家中姊妹分離，獨自進入沙漠中祈禱，成為一名禁慾主義者，過著半隱居的生活。她因「對真主純粹的愛」的全心奉獻而聞名。

## 去世
拉比雅在八十高齡死於西元 801 年，她的陵墓位於巴士拉郊外。

## 軼事
有一日，有人看見拉比雅在巴士拉街道上行走，一手持火盆另一手提著一桶水。當被問她要做什麼的時候，拉比雅回答：「我想澆滅地獄之火，燒毀天堂之賜；它們阻擋通往真主的道路。我不想出於對懲罰的恐懼或福報的允諾，而想單純因對真主的敬愛而祈禱。」

## 外部連結
- Sufimaster.org - Teachings （页面存档备份，存于）
- Sufi Teachings-Writings-Rabia-al-Basri （页面存档备份，存于）
- Rabia-al-adawiya.over-blog.com （页面存档备份，存于）